# Brielle
Brielle (anhörenⓘ) (oder Den Briel genannt) ist eine niederländische Stadt und ehemalige Gemeinde der Provinz Zuid-Holland.

## Geschichte

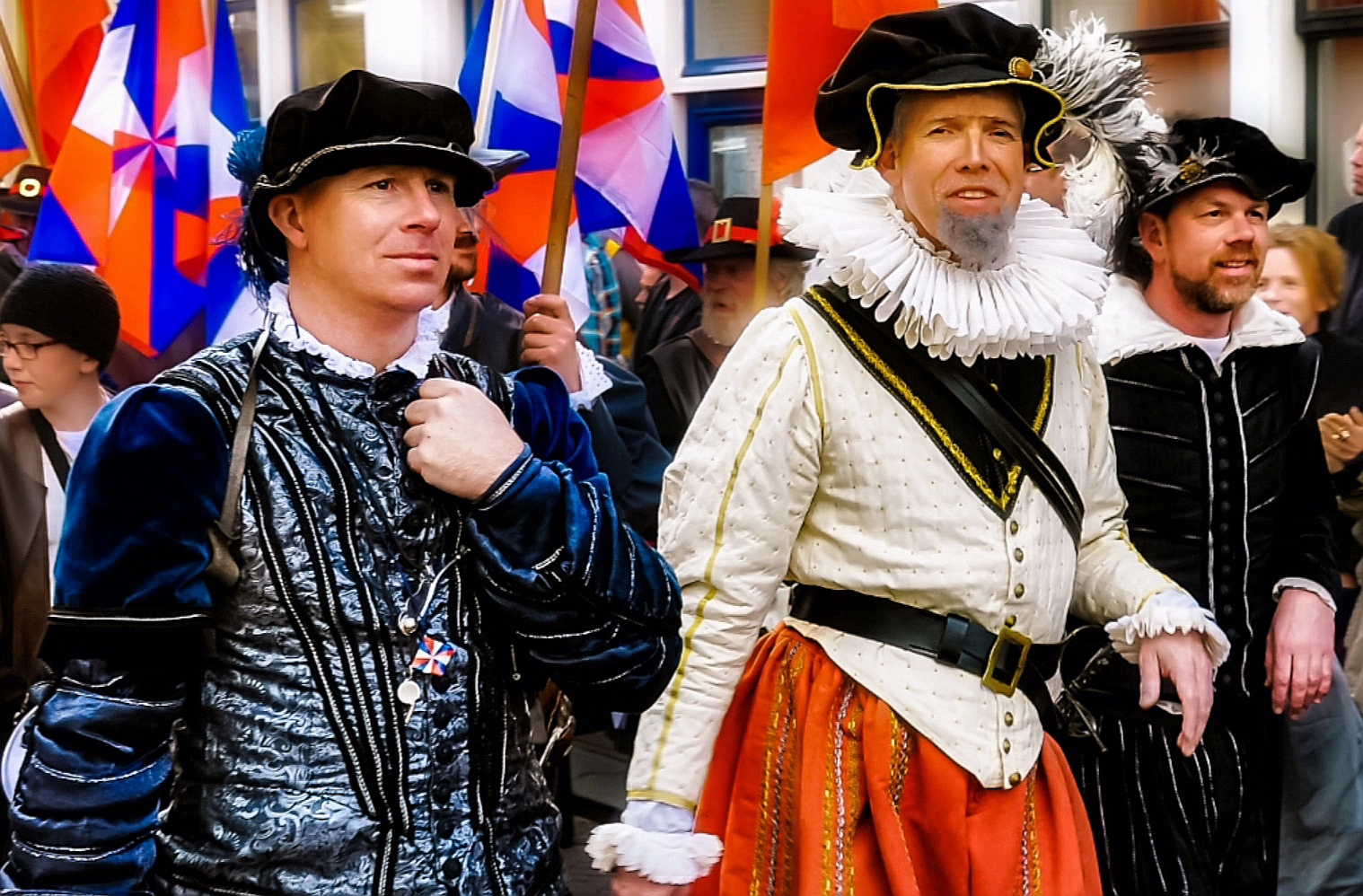
Historischer Umzug in Den Briel anlässlich der 540-Jahr-Feier der Eroberung von Brielle am 1. April 2012. Die Anführer der Wassergeusen, Wilhelm II. von der Mark (Mitte), Willem Bloys van Treslong (links) und Lenaert Jansz de Graeff (rechts).

Den Briel wurde am 1. April 1572 im Achtzigjährigen Krieg von niederländischen Freiheitskämpfern als erste Stadt überhaupt erobert. Dabei war es für die Geusen von Vorteil, dass die Stadt zu diesem Zeitpunkt verhältnismäßig schwach besetzt war. Während man vor dem Nordtor um Einlass bat, konnte eine zweite Abteilung durch das Südtor unbehelligt eindringen. Nach dem ursprünglichen Plan, die Stadt zu plündern und anschließend in Brand zu stecken, entschied man sich schließlich, den Ort zu erhalten. Jedes Jahr am 1. April wird die Befreiung von Brielle gefeiert. Der „1.-April-Verein“ hält die Tradition aufrecht. Bewohner von Brielle spielen in historischen Trachten das Spiel „Um den Schlüssel der Stadt“. Dabei wird am Hafen, beim Zugang zur Brielse Maas, die Eroberung der Stadt durch die Geusen dargestellt.
Die Jahrhundertfeiern sind nationale Feste mit königlicher Teilnahme. Insbesondere für die Feier des Jahres 1872 wurde ein enormer Aufwand getrieben. Auch die Feier im Jahr 1922 sprengte den üblichen Rahmen. Zentrales Thema der Jahrhundertfeiern ist die Tatsache, dass Brielle als erste Stadt durch die Wassergeusen befreit wurde. Der lateinische Wappenspruch Libertatis Primitiae (deutsch: Erstlinge der Freiheit = die zuerst Befreiten) weist darauf hin. Dieses Ereignis spielt eine wichtige Rolle bei der Entstehung des niederländischen Staates und in der Geschichte des Fürstenhauses von Oranje.
Am 9. Juli 1572 starben in Brielle die 19 Märtyrer von Gorkum.
Zum 1. Januar 2023 wurde die Gemeinde Brielle aufgelöst und bildet fortan mit Hellevoetsluis und Westvoorne die neue Gemeinde Voorne aan Zee.

## Sehenswürdigkeiten
- Die St. Catharijnekerk wurde als größte Kirche der Niederlande geplant. Der Bau begann 1417, aufgrund des großen Brandes 1456 und Geldmangels wurde die Kirche jedoch nie fertiggestellt. Heute ist sie Heimstätte der Protestantischen Kirche in den Niederlanden.
- Sint Jacobskerk, spätgotische Kirche aus dem 15. Jahrhundert. Ursprünglich Kapelle des St. Jakobhospitals.
- Begijnhofkapel Brielle, Kapelle des ehemaligen Beginenhofs
- Brigittenpoortje, denkmalgeschütztes Portal zum ehemaligen Brigittenkloster
- Woonhuis Voorstraat 27, spätgotisches Wohnhaus

## Bilder

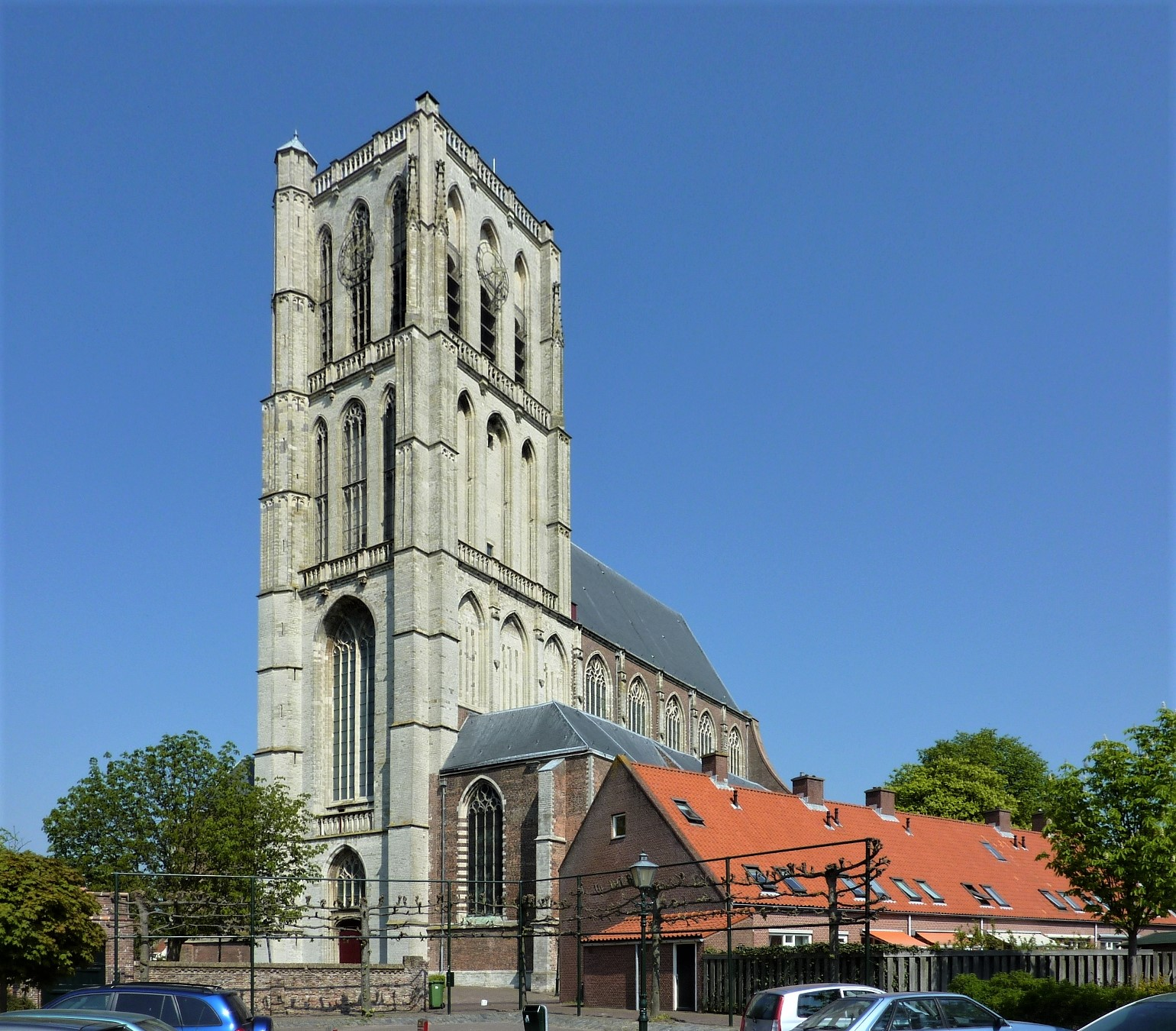
Brielle, Sint Catharijnekerk
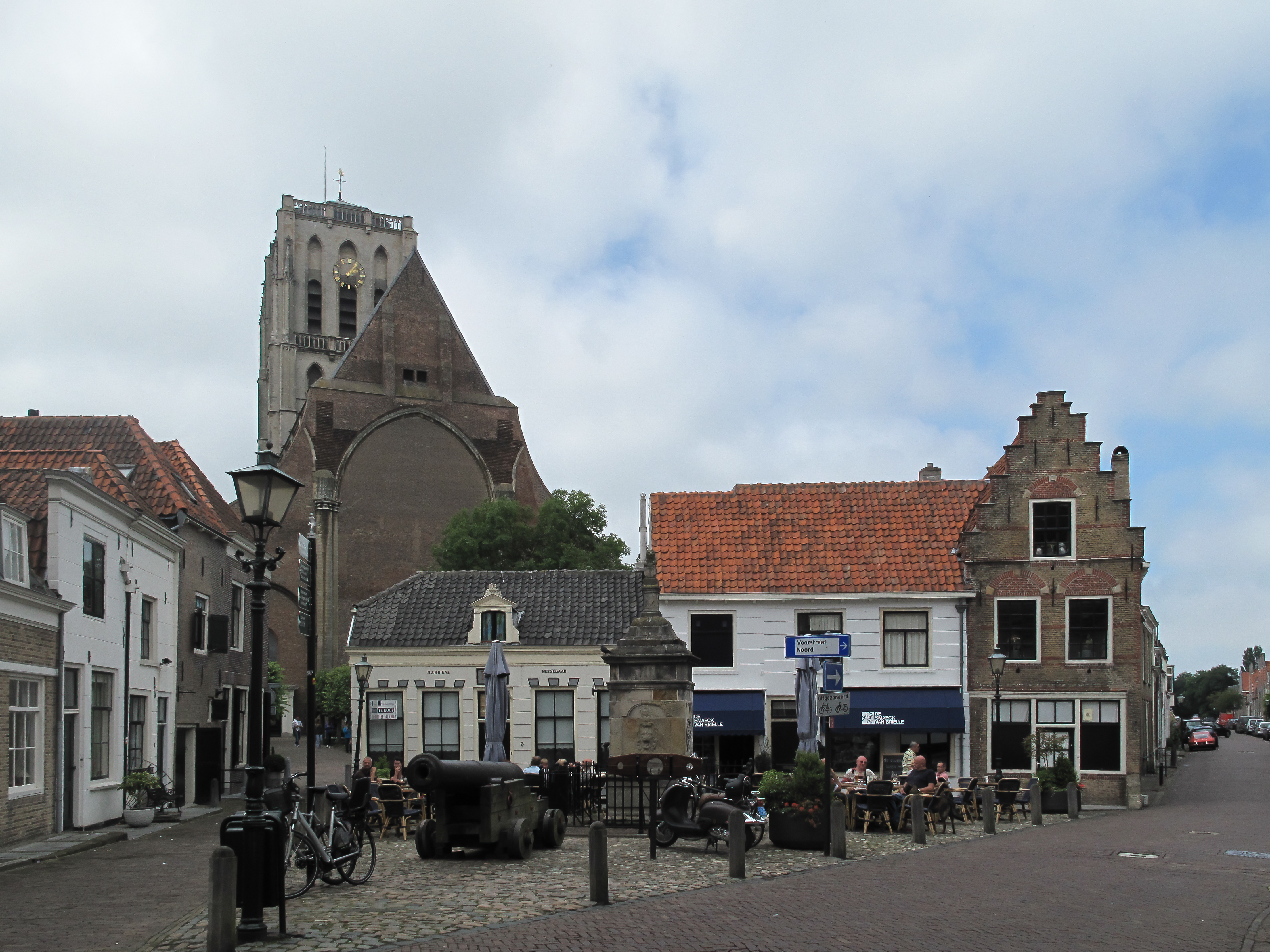
Brielle, Straße Wellerondom
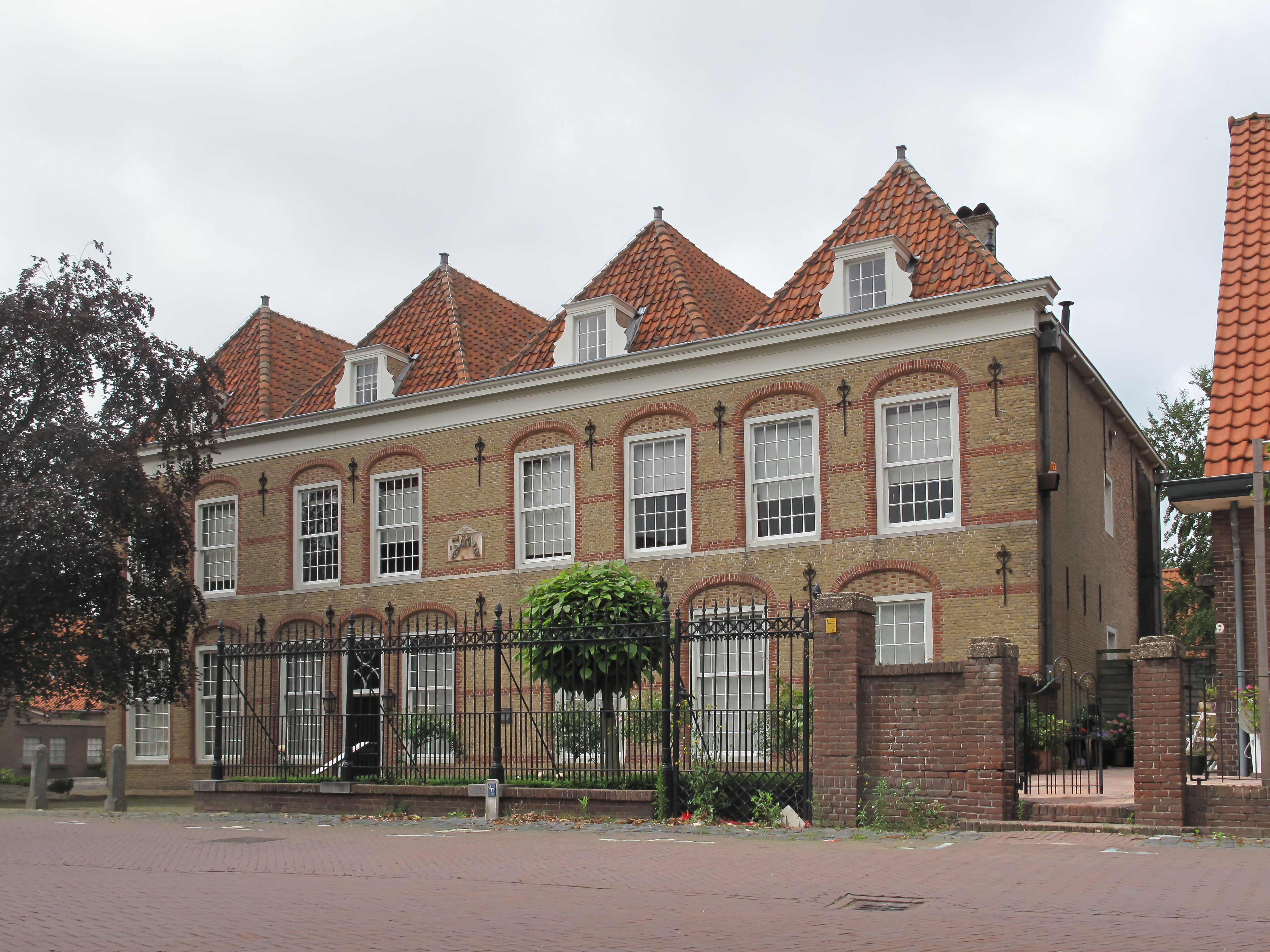
Brielle, das frühere Waisenhaus
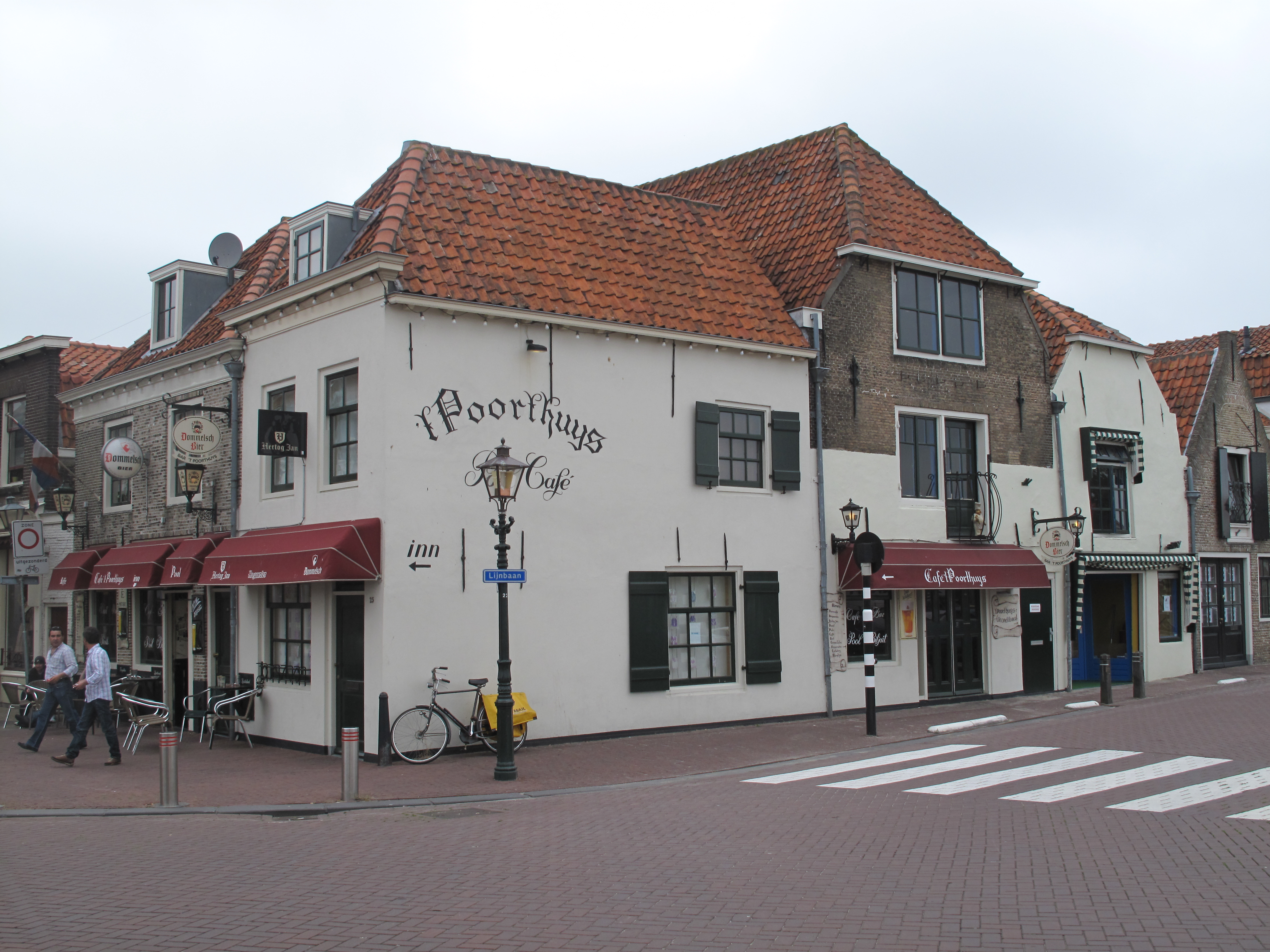
Brielle, Bauten in der Vischstraat

## Politik

### Sitzverteilung im Gemeinderat
Seit 1982 wurde der Gemeinderat von Brielle folgendermaßen geformt:
| Partei                         | Sitze | Sitze | Sitze | Sitze | Sitze | Sitze | Sitze | Sitze | Sitze | Sitze |
| Partei                         | 1982  | 1986  | 1990  | 1994  | 1998  | 2002  | 2006  | 2010  | 2014  | 2018  |
| ------------------------------ | ----- | ----- | ----- | ----- | ----- | ----- | ----- | ----- | ----- | ----- |
| Inwonersbelang Brielle         | –     | –     | –     | –     | –     | –     | –     | –     | –     | 6     |
| VVD                            | 6     | 6     | 5     | 6     | 6     | 6     | 5     | 5     | 4     | 4     |
| CDA                            | 4     | 4     | 4     | 3     | 3     | 3     | 3     | 3     | 4     | 3     |
| PvdA                           | 6     | 6     | 5     | 3     | 6     | 5     | 4     | 2     | 1     | 2     |
| D66                            | 1     | 1     | 3     | 5     | 2     | 1     | 1     | 2     | 3     | 2     |
| SP                             | –     | –     | –     | –     | –     | –     | 3     | 4     | 5     | –     |
| Onafhankelijke Lokale Partij a | –     | –     | –     | –     | –     | 2     | 1     | 1     | –     | –     |
| SBB                            | –     | 0     | –     | –     | –     | –     | –     | –     | –     | –     |
| RPF                            | 0     | 0     | –     | –     | –     | –     | –     | –     | –     | –     |
| Gemeentebelangen               | 0     | –     | –     | –     | –     | –     | –     | –     | –     | –     |
| Gesamt                         | 17    | 17    | 17    | 17    | 17    | 17    | 17    | 17    | 17    | 17    |

Anmerkungen

### Bürgermeister
Am 16. Oktober 2014 übernahm Gregor Rensen (PvdA) das Amt als Bürgermeister der Gemeinde zunächst kommissarisch. Seit dem 28. Oktober 2015 war er nunmehr amtierender Bürgermeister. Zu seinem Kollegium zählten die Beigeordneten André Schoon (VVD), Robert van der Kooi (Inwonersbelang Brielle), Bert van Ravenhorst (PvdA) sowie der Gemeindesekretär Arjan Korthout.

### Politische Gliederung
Die Gemeinde wurde in folgende Ortsteile aufgeteilt:
| Nr.      | Ort                          | Einwohner |
| -------- | ---------------------------- | --------- |
| 00       | Brielle                      | 13.880    |
| 01       | Vierpolders                  | 01.880    |
| 02       | Zwartewaal                   | 01.905    |
| 03       | Recreatiestrook Brielse Maas | 00.040    |
| Gemeinde | Gemeinde                     | 17.705    |

1. ↑  Bezirksnummer
2. ↑  (Stand: 1. Januar 2022)

### Partnerstädte
- Havlíčkův Brod, Kraj Vysočina, Tschechien, seit 1985

## Töchter und Söhne der Stadt
- Angelus Merula (1482–1557), evangelischer Märtyrer und Reformator
- Anna Jansz (1510–1539), Täuferin
- Maarten Tromp (1598–1653), Admiral
- Witte de With (1599–1658), Admiral
- Philipp van Almonde (1644–1711), Vizeadmiral
- Jacob Berthout van Berchem (1736–1794),  Kaufmann und Sklavenhändler
- Pieter Cornelis Tobias van der Hoeven (1870–1953), niederländischer Gynäkologe
- Corry Gallas (1885–1967), Malerin und Zeichnerin
- Toon Tellegen (* 1941), Kinderbuchautor
- Louis de Koning (* 1967), Radsportler